# Домбский, Казимир Юзеф
Казимир Юзеф Домбский из Любранца (1701 — 25 марта 1765, Варшава) — государственный деятель и сенатор Речи Посполитой, воевода серадзский (1756—1765).

## Биография
Представитель польского дворянского рода Домбских герба «Годземба». Второй сын каштеляна и воеводы бжесць-куявского Анджея Домбского (ум. 1734) и Катарины Краковской, дочери каштеляна кшивиньского Войцеха Краковского (1650—1717). Братья — каштелян бжесць-куявский Павел, староста клещевский Антоний и каштелян ковальский Юзеф Войцех.
Первоначально Казимир Юзеф Домбский служил в качестве подкомория королевского с 1729 года. В 1730 году он стал стольником бжесць-куявским. 8 января 1737 года он был назначен хорунжим надворным коронным, а 17 декабря 1738 года стал подчашим коронным. В 1748 году Казимир Юзеф Домбский получил должность чашника великого коронного. Он занимал должности старосты болимовского (1738—1746), клодавского и покрживницкого (1750). 18 декабря 1756 года Казимир Юзеф Домбский был назначен воеводой серадзским.
В 1764 году в качестве депутата сейма от Серадзского воеводства Казимир Юзеф Домбский подписал элекцию Станислава Августа Понятовского на польский королевский престол.

## Собственность
Казимир Юзеф Домбский владел имениями Кузниц, Казимеж, Домброва, Вульки и Рудня в Серадзском воеводстве (сейчас — Лодзинское воеводство). С 1751 года — пан на Глушине и Домбе, Оструве и Кащокове. Ему принадлежали пловце, Домбе и ряд поместий в Поморье и Куявии, а также замок Щурских под Торунем и красивый дворец на Клодаве.

## Заслуги
В политике и личной жизни Казимир Юзеф Домбский был энергичным человеком, истинным гражданином и патриотом, который часто говорил в вопросах государства, был щедрым по отношению к церкви. Он требовал увеличения армии и реформы казначейства. Будучи человеком красноречивым и уважаемым, он часто выступал на сеймах. На сейма 9 октября 1738 года он открыто заявлял об упадке Речи Посполитой из-за гражданской войны. Он был избран послом к папе римскому Бенедикту XIII. В 1733 году он участвовал в подписании генеральной Варшавской конфедерации. Польский король Станислав Лещинский выбрал его в качестве своего полпреда, и трижды отправлял его в Люневиль в качестве своего посланника. Он был хорошим хозяином в своих имениях.
25 марта 1765 года он скончался в Варшаве, был похоронен в Подгуже в Торуне.
За свои заслуги он был награжден Орденом Белого орла, 3 августа 1757 года в Варшаве.

## Семья
Казимир Юзеф Домбский был женат на Ядвиге Домбской (1710—1767), дочери маршалка надворного коронного Войцеха Анджея Домбского. В браке у них родилось шестеро детей, среди них были:
- Кароль (1730—1787)
- Ян Креститель (1731—1812), генерал, последний каштелян иновроцлавский
- Людвиг Кароль (1731—1783), воевода бжесць-куявский
- Каролина Катарина, жена секретаря великого коронного Антония Коссовского (1701—1771)
- Казимир Юзеф, прадед Михаила Иеронима Лещиц-Суминского (1820—1898), польского ботаника, художника и коллекционера.